# Mnioloma stamatotonum
Mnioloma stamatotonum là một loài rêu trong họ Calypogeiaceae. Loài này được M. A. M. Renner & E. A. Br. mô tả khoa học đầu tiên năm 2008.